# Abelardo Carabelli
Abelardo Osmar Carabelli (* 9. Juni 1960 in Buenos Aires) ist ein ehemaliger argentinischer Fußballspieler.
Der Abwehrspieler gab als 17-Jähriger sein Debüt im Profi-Fußball. 1979 nahm er an der Junioren-Fußballweltmeisterschaft in Japan teil. Er absolvierte alle sechs Spiele und wurde an der Seite von Diego Maradona und Ramón Díaz Juniorenweltmeister. Im Vereinsfußball spielte er in Argentinien für Loma Negra, Argentinos Juniors, CA Talleres, Huracán und Unión de Santa Fe. Bei Talleres wurde er 1982 bei einer Dopingkontrolle positiv auf Ephedrin getestet und für einen Monat und sieben Tage gesperrt. Im Ausland war Carabelli für Jorge Wilstermann in Bolivien aktiv. In Frankreich spielte er von 1988 bis 1990 für Châtellerault und 1991/92 für Fontainebleau. Danach ließ er seine Laufbahn in Argentinien bei Estudiantes de Olavarría ausklingen.